# Archivo Histórico Provincial de Ciudad Real
El Archivo Histórico Provincial de Ciudad Real (1934) dispone de documentos procedentes de organismos públicos y privados de ámbito provincial.

## Definición y funciones
El Archivo Histórico Provincial de Ciudad Real, creado en 1934, en la actualidad recoge, conserva, organiza, describe y difunde diferentes conjuntos de documentos procedentes de organismos públicos y privados de ámbito provincial, con el objetivo de apoyar la gestión administrativa, la investigación, la información y la cultura. El usuario/a puede encontrar en ellos información, bien para realizar investigaciones o estudios o bien para reivindicar sus derechos. Y la Administración encontrar antecedentes que faciliten su actividad.

## Situación administrativa
La titularidad del Archivo Histórico Provincial es del Estado, a través del Ministerio de Cultura; no obstante, la gestión le corresponde a la Consejería de Cultura, Turismo y Artesanía de la Junta de Comunidades de Castilla-La Mancha, a través de su Delegación Provincial en Ciudad Real.
Está incluido en el sistema archivístico estatal, en este sentido se define, según la legislación vigente, como archivo administrativo e histórico, es decir, definitivo de los documentos producidos por los organismos de la Administración Central del Estado en Ciudad Real. Pero también está integrado en el Sistema de Archivos de Castilla-La Mancha, dentro del Subsistema de los Órganos de Gobierno y Administración de la Junta. Según la legislación autonómica, le corresponde cumplir las funciones de archivo histórico de la documentación de las entidades autonómicas en Ciudad Real.

## Edificio
El Archivo está ubicado en un edificio diseñado ex profeso, comenzado a construir por el Ministerio de Cultura en 1985. Allí se trasladó en 1989 y en él permanece en la actualidad. Destaca la funcionalidad del inmueble. Ha sido construido siguiendo las modernas directrices archivísticas: control de la entrada de luz sobre los depósitos, plantas sustentadas sobre pilares para evitar las posibles filtraciones de agua subterránea, climatización, etc.
En la planta principal se encuentran la sala de investigadores, la secretaría y otras zonas de trabajo. El edificio también cuenta con sala de exposiciones y salón de actos, además de zonas para instalar los laboratorios de restauración y reprografía.
Está situado en una zona próxima al campus universitario y a la estación de RENFE. Ocupa una superficie de 4.120 metros cuadrados y posee una capacidad de más de 12.000 metros lineales de documentos repartidos en cuatro plantas de depósito.

## Fondos documentales
Los fondos documentales que conserva son variados, de gran riqueza e importancia como fuente documental. Abarcan un intervalo cronológico que va desde mediados del siglo XII hasta prácticamente nuestros días. Los diversos fondos custodiados en él se organizan según el cuadro de clasificación agrupados en tres grandes áreas: los archivos públicos, los privados y las colecciones, definidos por el origen de la documentación y por la personalidad jurídica, pública o privada, de los organismos que han producido esos documentos, y son los que se relacionan a continuación: 

## Organización de los fondos

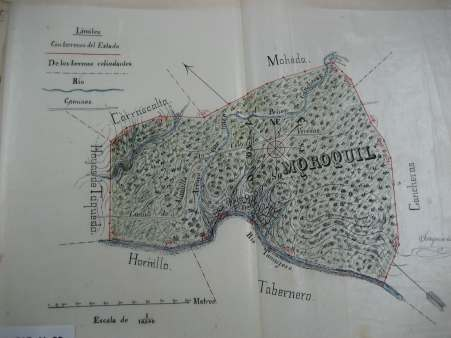
Planimetría catastral

### Archivos judiciales
Audiencia Provincial de Ciudad Real, Juzgado de 1ª Instancia e Instrucción nº 1 de Alcázar de San Juan, Juzgado de 1ª Instancia e Instrucción de Ciudad Real n.º 1, Juzgado de 1ª Instancia e Instrucción de Ciudad Real n.º 3, Juzgado de Menores de Ciudad Real. El archivo histórico del Registro civil de Ciudad Real.

### Archivos de la fe pública
Archivos notariales de los distintos distritos notariales de la provincia.
Archivos de las Contadurías de Hipotecas de Almadén, de Almodóvar del Campo, de Daimiel, de Manzanares, de Villanueva de los Infantes.
El Archivo del Registro de la Propiedad de Villanueva de los Infantes.

### Archivos de la administración central en Ciudad Real
Ministerio Agricultura: Comisaría de Abastecimientos y Transportes, del Instituto Nacional de Colonización.
Cultura.
Economía y Hacienda: Estadística, Delegación de Hacienda, Antecedentes del Catastro de Ensenada y Catastro de Ensenada, Gerencia Territorial del Centro de Gestión Catastral y Cooperación Tributaria.
Ministerio del Interior: Gobierno Civil y Jefatura Provincial de Tráfico.
Insalud.
Subdelegación del Gobierno en Ciudad Real
Trabajo: Dirección Provincial de Trabajo y Dirección Provincial del INEM

### Archivos de la administración autonómica
Delegación Provincial de Cultura y entidades dependientes de la misma.
Delegación Provincial de Industria y Turismo.
Delegación Provincial de Educación.
Delegación Provincial de Obras Públicas.
Delegación Provincial de Bienestar Social y Centro de Menores “Virgen de Gracia”.
Delegación Provincial de Trabajo y Empleo.

### Archivos municipales
Daimiel, La Solana y Malagón.

### Administración institucional
Administración Institucional de Servicios Socio Profesionales.
Cámara de la Propiedad Urbana en Ciudad Real.
Cámara Agraria Local de Manzanares.
Colegios Profesionales: El Colegio de Arquitectos y el de los Abogados.
Delegación de la Zona Centro del Consorcio de Compensación de Seguros.
Organización Sindical
Sindicatos Verticales.
Movimiento Nacional
Delegación Provincial de la Juventud.
Delegación Provincial de la Sección Femenina.

### Archivos privados
Archivos de familias. Archivos religiosos: de la Iglesia Católica. Y de las órdenes militares de Santiago, Calatrava y San Juan.

## Servicios
Se realiza de manera presencial en la sala de usuarios, que dispone de ocho puestos de lectura. Además, hay atención a consultas por correspondencia, telefónicas, vía fax o por correo electrónico. Préstamo de documentos, e información a los organismos productores de los mismos o a instituciones legalmente habilitadas para ello. Expenden compulsas, y certificaciones previa solicitud.
Entre otras infraestructuras culturales está dotado de una sala de exposiciones y un salón de actos. Cuenta el Archivo, también, con una biblioteca auxiliar, especializada en archivística, historia local, historia de las instituciones y ciencias auxiliares de la historia. Participa en actividades de difusión cultural y formativa en archivística.
Además, dispone de servicio de reprografía de documentos y microformas de los fondos propios.

## Acceso
El acceso es libre y gratuito, en la dirección: C/ Echegaray, 2. 13701 Ciudad Real
Teléfono: 926 255562
Fax: 926 25 32 15
Correo-e: ahp.ciudadreal@jccm.es
Horario: 
Lunes a viernes de 9h. a 14h. 
Martes y jueves de 16 a 19 h.
Horario de Verano: Lunes a viernes de 8:30 a 14:30 h.
Cerrado en fiestas locales: día de la Virgen de Alarcos y 22 de agosto, el día de la Comunidad: el 31 de mayo, y las fiestas nacionales.